# 空天 (纪念碑)

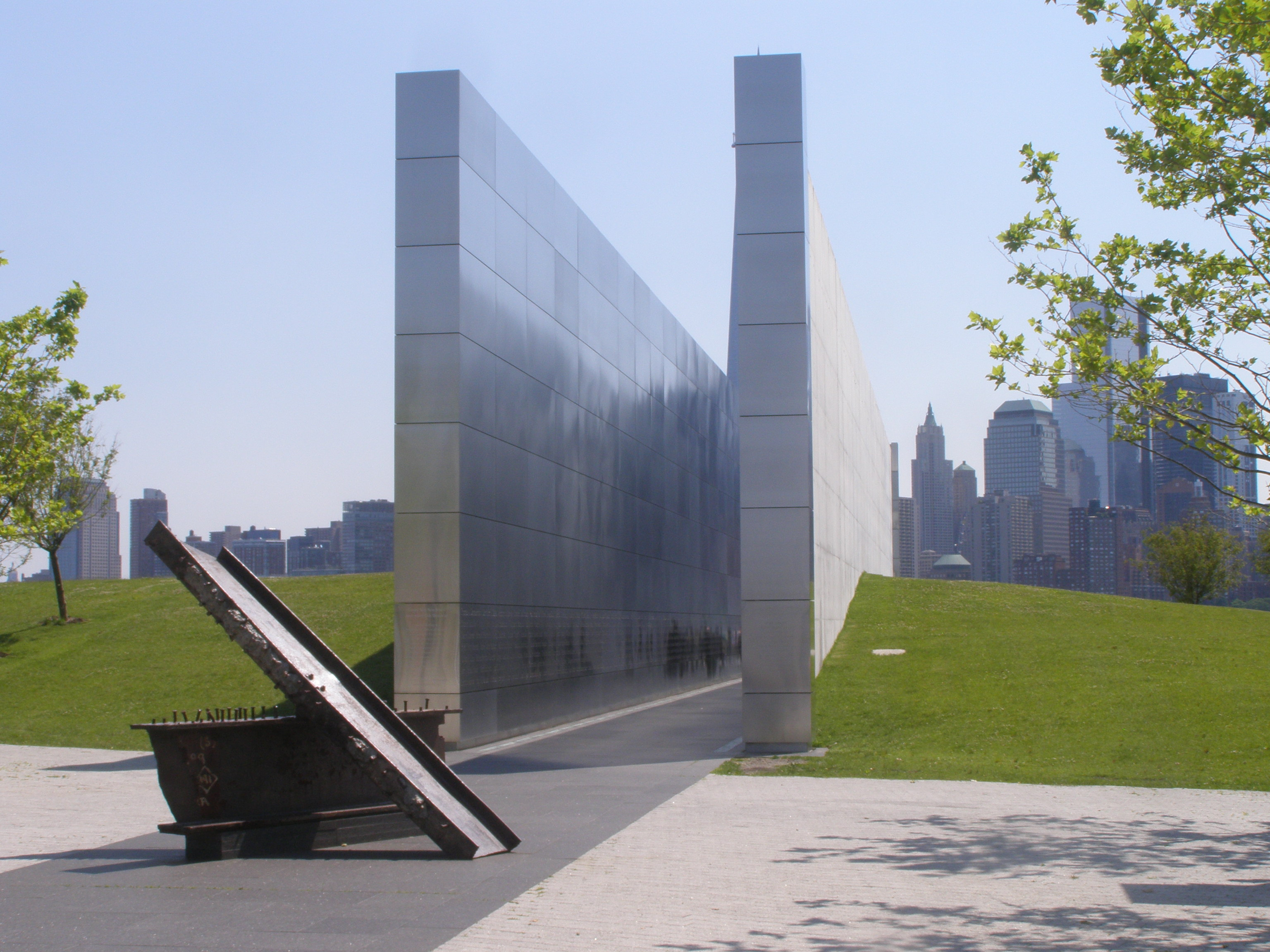
空天

空天（英語：Empty Sky）是一座位於美国新泽西州的官方纪念牆，纪念在九一一袭击事件（包括世界贸易中心、五角大楼和賓夕法尼亞州尚克斯維爾）以及1993年世界贸易中心爆炸案中遇难的746名新澤西州受害者。纪念牆位于泽西市的自由州立公园（Liberty State Park），舊新澤西中央鐵路總站（Central Railroad of New Jersey Terminal）旁邊，隔哈德遜河口與世貿中心原址相望。紀念牆由潔西卡‧傑姆洛茲（Jessica Jamroz）與弗雷德里克·施瓦茲（Frederic Schwartz）設計，並於九一一事件10周年前一天—2011年9月10日揭幕。。

## 設計

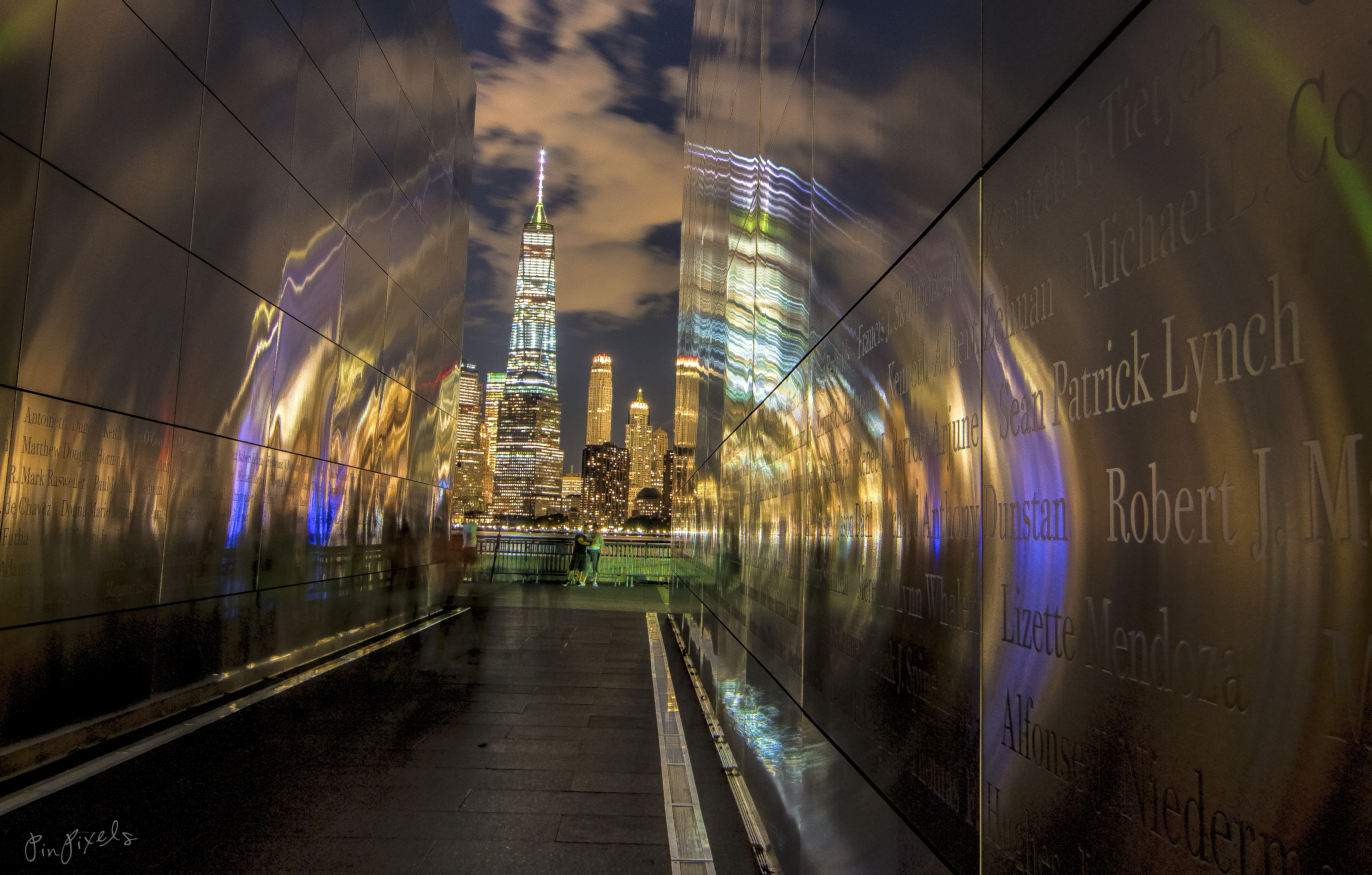
空天內部夜景照，背景為世界貿易中心一號大樓

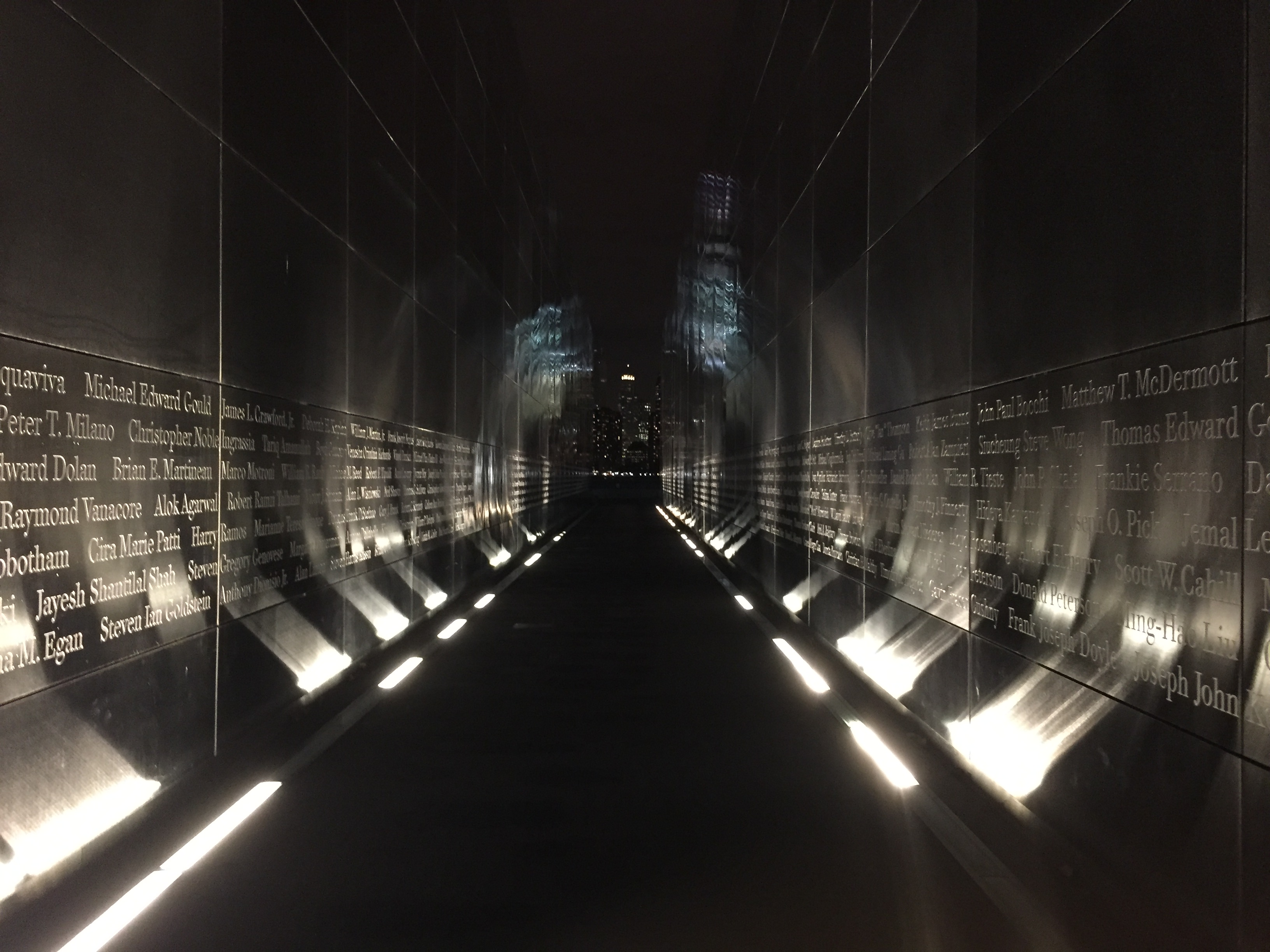
空天夜景照，刻有Q112133219（Ming-Hao Liu）、Q112206101（Siucheung Steve Wong）及Q112132418（Hideya Kawauchi）等紐澤西州罹難居民的姓名

共有320份來自世界各地的紀念碑設計入選，並由“家屬與倖存者紀念委員會”（Families and Survivors Memorial Committee）以不記名票從中選出。 空天紀念在1993年世貿爆炸案於世貿中心、以及2001年九一一襲擊中於世貿中心、五角大廈和賓夕法尼亞州尚克斯維爾罹難的746位新澤西州人。新澤西九一一紀念基金會（The New Jersey 9/11 Memorial Foundation）表示豎立空天紀念碑的目的是“回顧罹難者的事蹟。他們未及實現的夢想和希望照亮我們的未來，他們的品性令我們的生活無比充實。這座紀念牆讓他們的故事永垂不朽。”
空天主體包含兩面平行的雙子牆，牆中央是一條把一座緩坡小丘削切為兩半的花崗岩小徑，而小徑指向的就是世界貿易中心遺址。 這兩面長方形的牆高30英尺（9.1），長度為208英尺10英寸（63.65）—這正正是原世界貿易中心大樓的邊長，而牆的長高比例也跟世貿大樓一樣，象徵大樓倒在地上。746名罹難者的名字蝕刻在牆上的不鏽鋼板，每個英文字母寬4英寸（10）。兩道牆之間的小徑指向哈德遜河對岸的世貿雙子塔遺址。纪念墙的名字取自布魯斯·斯普林斯汀的同名歌曲。
設計者之一的弗雷德里克·施瓦茲表示他（的設計）“聆聽了罹難者家屬、朋友和工作伙伴的需要和願望”，同時沒有“預設的審美觀”。施瓦茲和另一位設計者潔西卡‧傑姆洛茲亦設計了位於紐約州西徹斯特郡的另一座九一一事件紀念碑—「上升」（The Rising），他說：“每個設計都是從頭開始…大量的資料搜集、深入探索建築現場和設計本身。”
一些观察家注意到，纪念墙“让人联想到位於华盛顿、由美籍華裔建築師林璎設計的越战纪念碑”，例如刻滿名字的牆觸手可及，刻字深度足夠讓人用手撫摸得到；但兩者也有諸多不同，例如空天如何利用倒下的雙子塔這個象徵，從視覺上把新澤西和紐約市的天際線連結起來。
建造工程开始于2009年5月，2011年8月15日完成。2011年9月10日星期六，九一一袭击十周年的前一天揭幕。。新泽西州州长克里斯·克里斯蒂 ，五位前州长，等许多著名的政治人物参加了揭幕仪式总统顾问约翰·布伦南、参议员弗兰克·劳滕贝格、罗伯特·梅嫩德斯以及遇难者家属。
。

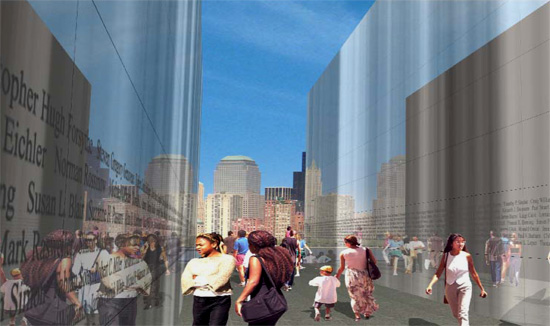

新泽西州、纽约与新泽西港務局和新泽西建筑协会为纪念墙提供资金。纪念墙的造价比预算高出1200万美元（由于国际不锈钢价格的上涨），导致2007年工程延误。